# Черногор, Леонид Феоктистович
Леони́д Феокти́стович Черного́р (укр. Леонід Феоктистович Чорногор; род. 2 июня 1950, Сахновщина, Харьковская область) — советский, украинский радиофизик и космофизик; доктор физико-математических наук, профессор; лауреат Государственной премии УССР в области науки и техники (1989).

## Биография
В 1967 году окончил среднюю школу в Сахновщине, в 1972 с отличием — радиофизический факультет Харьковского государственного университета.
С 1972 года — младший научный сотрудник кафедры космической радиофизики Харьковского университета; одновременно в 1975 году окончил аспирантуру там же. С 1975 года — доцент, с 1988 — профессор кафедры космической радиофизики Харьковского национального университета имени В. Н. Каразина.
Член редколлегии журнала «Наука и техника».

### Семья
Отец — Феоктист Климентьевич Черногор, учитель украинского языка и литературы средней школы; мать — Ольга Васильевна Игонина, учитель младших классов.

## Научная деятельность
1975 году защитил кандидатскую, в 1987 — докторскую диссертацию.
Основные направления исследований:
- физические основы систем контроля космического пространства, ракетно-космической обороны и обнаружения ядерных взрывов;
- физика высокоэнергичных явлений в системе «Земля — атмосфера — ионосфера — магнитосфера».

Достижения:
- сформулировал и развил концепцию о том, что система «Земля — атмосфера — ионосфера — магнитосфера» — открытая нелинейная система, исследовал механизмы взаимодействия подсистем, определил пороги возбуждения и изучил проявления спусковых механизмов в подсистемах;
- экспериментально установил и теоретически объяснил неизвестное ранее явление возникновения крупномасштабных (более 1000 км) возмущений в околоземной плазме и геомагнитном поле, вызванных воздействием на ионосферу мощного нестационарного радиоизлучения;
- предложил и реализовал ряд радиофизических методов дистанционного зондирования околоземной плазмы.

Курирует работу наземного обеспечения проекта «Ионосат-Микро».
Академик АН Прикладной радиоэлектроники Беларуси, России и Украины (с 1993); академик АН Высшей школы Украины (с 2005). Заслуженный профессор ХНУ имени В. Н. Каразина (2010). Лауреат Почётного звания «Заслужений діяч науки і техніки України» (2016).
Автор более 1500 научных трудов, в том числе 30 монографий, учебников и учебных пособий.

### Избранные труды
- Лазоренко О. В., Черногор Л. Ф. Сверхширокополосные сигналы и процессы. — Харьков: ХНУ имени В. Н. Каразина, 2009. — 576 с.
- Лазоренко О. В., Потапов А. А., Черногор Л. Ф. Фрактальные сверхширокополосные сигналы // Струков А. В., Потапов А. А., Черногор Л. Ф. и др. Информационная безопасность: методы шифрования / Под ред. Е. М. Сухарева. — М.: Радиотехника, 2011. — Кн. 7. — С. 151—187.
- Черногор Л. Ф. Дистанционное радиозондирование атмосферы и космоса: Учеб. пособие. — 2-е изд., перераб. и доп. — Xарьков: ХНУ имени В. Н. Каразина, 2009.
- Черногор Л. Ф. О нелинейности в природе и науке. — Харьков: ХНУ имени В. Н. Каразина, 2008. — 528 с.
- Черногор Л. Ф. Радиофизические и геомагнитные эффекты стартов ракет. — Харьков: ХНУ имени В. Н. Каразина, 2009. — 386 с.
- Черногор Л. Ф. Физика Земли, атмосферы и геокосмоса в свете системной парадигмы // Радиофизика и радиоастрономия. — 2003. — Т. 8, № 1. — С. 59—106.
- Черногор Л. Ф. Физика и экология катастроф. — Харьков: ХНУ имени В. Н. Каразина, 2012. — 556 с.
- Черногор Л. Ф. Физика мощного радиоизлучения в геокосмосе. — Харьков: ХНУ имени В. Н. Каразина, 2014. — 448 с.
- Черногор Л. Ф. Физические процессы в околоземной среде, сопровождавшие военные действия в Ираке (март — апрель 2003 г.) // Космічна наука і технологія. — 2003. — Т. 9, № 2/3. — С. 13—33.
- Черногор Л. Ф. Физические эффекты солнечных затмений в атмосфере и геокосмосе. — Харьков: ХНУ имени В. Н. Каразина, 2013. — 480 с.
- Черногор Л. Ф., Домнин И. Ф. Физика геокосмических бурь. — Харьков: ХНУ имени В. Н. Каразина, Институт ионосферы НАН и МОН Украины, 2014. — 408 с.
- Chernogor L. F., Blaunstein N. Radiophysical and Geomagnetic Effects of Rocket Burn and Launch in the Near-the-Earth Environment. — Boca Raton; London; New York: CRC Press: Taylor & Francis Group, 2013. — 542 p.
- Bogomaz O. V., Chernogor L. F., Barabash V. V., Katsko S. V. Aperiodic and wave disturbances in the ionosphere: the results of vertical sounding: Monograph. — Dallas, USA: Primedia eLaunch LLC, 2021. — 160 p.
- Chernogor L. F., Garmash K. P., Guo Q., Rozumenko V. T., Zheng Y., Luo Y. Disturbances in the ionosphere that accompanied typhoon activity in the vicinity of China in September 2019 // Radio Science. — 2022. — Vol. 57. — id: e2022RS007431. https://doi.org/10.1029/2022RS007431
- Чорногор Л. Ф. Великомасштабне зниження концентрації електронів у F-області іоносфери вздовж траєкторії стартуючої ракети. Радiофiзика i радiоастрономiя. 2022. Т 27. № 1. С. 26—37. https://doi.org/10.15407/rpra22.01.026
- Chernogor L. F., Garmash K. P., Guo Q., Rozumenko V. T., Zheng Y. Ionospheric effects of the 5-6 January 2019 solar eclipse over the People’s Republic of China: results from oblique sounding // Ann. Geophys. — 2022. — Vol. 40. — P. 585—603. https://doi.org/10.5194/angeo-40-585-2022
- Chernogor L. F. A Tropical Cyclone or Typhoon as an Element of the Earth-Atmosphere-Ionosphere-Magnetosphere System: Theory, Simulations, and Observations // Remote Sensing. — 2023. — Vol. 15. — id:4919. https://doi.org/10.3390/rs15204919
- Чорногор Л. Ф. Фізика біосфери: підручник / Л. Ф. Чорногор. — Харків: ХНУ імені В. Н. Каразіна, 2023. — 108 с.
- Chernogor L.F., Mylovanov Yu.B., Zhdanko Ye.H. Response of total electron content to the October 25, 2022 partial solar eclipse from high to low latitudes in the Euro-Asian region // Advances in Space Research. — 2024. — Vol. 74, Is. 4. — Pp. 1793—1809. https://doi.org/10.1016/j.asr.2024.05.020
- Chernogor L. F. Energetics of Physical Processes Operated on May 8-12, 2024: From the Solar Storm to Lithospheric Disturbances // Advances in Space Research. — 2025. https://doi.org/10.1016/j.asr.2024.12.069

### Патенты и права на интеллектуальную собственность
- Zhen Q., Zheng Y., Liu T., Chornogor L., Qingdao University. Computer software copyright registration certificate. Intelligent metasurface digital coding control system V1.0. Entry Number 2022SR0938740.[4]
- Qingdao University, Qingdao Zhong Ke Digital Intelligence Technology Co., LTD; Zheng Y., Yao Z., Chornogor L. Computer software copyright registration certificate. Smart community Big data management platform V1.0. Entry Number 2022SR0938741.
- Zheng Y., Liu T., Chornogor L., Zhen Q., Qingdao University. Computer software copyright registration certificate. Electronic system internal electromagnetic interference sensitivity test software V1.0. Entry Number 2022SR0948801.
- Zheng Y., Liu T., Chornogor L., Zhang C., Qingdao University. Computer software copyright registration certificate. Receiver spurious corresponding average level measurement automation system V1.0. Entry Number 2022SR0960492.
- Zhang C., Zheng Y., Liu T., Chornogor L., Qingdao University. UAV airborne Emergency Communication Control System V1.0. Entry Number 2022SR0938738.

## Награды и признание
- Премия Министерства высшего и среднего специального образования СССР (1982) — за лучшую научную работу по оборонной тематике[1]
- Премия Совета Министров СССР[1]:
  - 1983 — за разработку новых методов контроля космического пространства
  - 1985 — за разработку новых методов раннего обнаружения стартов межконтинентальных баллистических ракет
  - 1987 — за разработку новых методов обнаружения ядерных взрывов в глобальных масштабах
- Государственная премия УССР в области науки и техники (1989)[1]
- Заслуженный деятель науки и техники Украины (2016).
- Член-корреспондент НАН Украины[5] (2024).